# 대한민국의 지방은행
대한민국의 지방은행(地方銀行)은 1967년 정부의 지방은행 설치 정책에 의해 지방의 금융 지원을 목적으로 설립된 금융기관이다. 모두 10개가 설립되었으며, 1997년 12월에 벌어진 IMF 구제금융사건의 여파로 퇴출 혹은 인수합병을 거치면서 충청권, 경인권, 강원권에서는 모두 소멸했고, 현재 남부권인 부산경남권, 호남권, 제주특별자치도를 기반으로 하는 5개 은행만 남아 있다. 공동 상품으로 뱅크라인이 있다.

## 설립 조건
지방은행은 전국 영업이 가능한 시중은행과 달리 정해진 영업 구역 내에서만 영업점의 개설 및 영업이 가능하며, 원화금융자금대출 증가액의 60% 이상을 중소기업에 지원해야 한다. 또한 금융위원회의 인허가 지침에 의해 설립시 250억 원의 자본금을 필수로 하고 있으며, 1인당 지분율은 15%를 넘을 수 없다. 영업구역은 각 도별로 분할되었다.

## 목록

### 현존
- 부산은행 : 부산광역시를 영업구역으로 하는 BNK금융지주의 자회사
- 경남은행 : 경상남도 및 울산광역시를 영업구역으로 하는 BNK금융지주의 자회사
- 광주은행 : 전라남도 및 광주광역시를 영업구역으로 하는 JB금융지주의 자회사
- 전북은행 : 전북특별자치도를 영업구역으로 하는 JB금융지주의 자회사
- 제주은행 : 제주특별자치도를 영업구역으로 하는 신한금융지주의 자회사[2]

### 폐지
- 경기은행 : 경기도와 인천광역시를 영업구역으로 하다가 1998년 한미은행에 흡수합병.
- 충청은행 : 충청남도와 대전광역시를 영업구역으로 하다가 1998년 하나은행에 흡수합병.
- 충북은행 : 충청북도를 영업구역으로 하다가 1999년 조흥은행에 흡수합병.
- 강원은행 : 강원도를 영업구역으로 하다가 1999년 조흥은행에 흡수합병.
- DGB대구은행 : 경상북도 및 대구광역시를 영업구역으로 하다가 2024년 5월 16일에 시중은행 전환 인가를 받은 후, 2024년 6월 5일에 시중은행으로 변경하고 iM뱅크로 행명 변경.